# Хайнрих II (Диц)
Вижте пояснителната страница за други личности с името Хайнрих II.
Хайнрих II фон Диц (на немски: Heinrich II von Diez; * ок. 1142; † 1189) е граф на Графство Диц (1145 – 1189).

## Произход и управление
Той е вторият син на граф Ембрихо II фон Диц († пр. 1145) и съпругата му Демудис фон Лауренбург, дъщеря на Дудо-Хайнрих фон Лауренбург-Идщайн. Внук е на граф Хайнрих I фон Диц. По-големият му брат Еберхард I е граф на Сайн († 1176) и баща на Бруно IV фон Сайн († 1208), архиепископ на Кьолн (1205 – 1208).
По времето на Фридрих Барбароса графовете на Диц получават голямо влияние.
Хайнрих II фон Диц наследява чрез женитба голяма собственост във Ветерау. Той придружава Барбароса в похода му в Италия и участва заедно със синът си Хайнрих III в дипломатически преговори. Другият му син Герхард II е в регентския съвет и кръга на възпитателите на Хайнрих VII Хоенщауфен.

## Фамилия
Хайнрих II се жени за Кунигунда фон Катценелнбоген († сл. 1198), дъщеря на Хайнрих II фон Катценелнбоген († 1160) и Хилдегард фон Хенеберг. Тя е сестра на Херман II фон Каценелнбоген († 1203), епископ на Мюнстер (1174 – 1203). Те имат децата:
- Хайнрих III фон Диц (* ок. 1180; † сл. 1234), граф на Диц (1189 – 1234), основава 1208 линията Вайлнау
- Бертолдус комес де Дице
- Дитер (* ок. 1180)
- Герхард I (II) фон Диц (* ок. 1185; † сл. 1228), граф на Диц (1189 – 1223)